# 李世丙

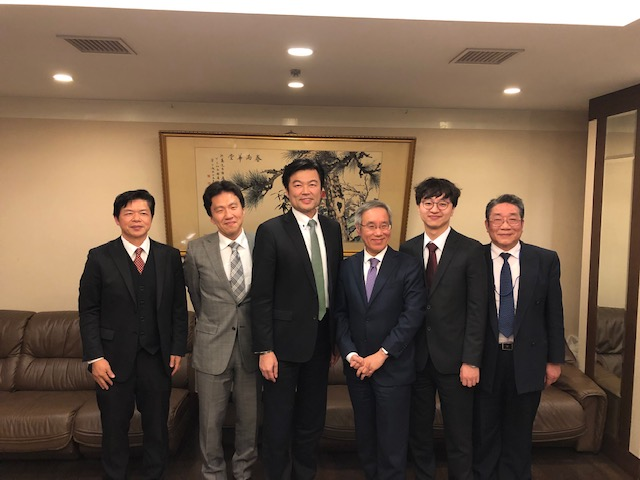
2019年3月，駐大阪辦事處長李世丙（中左）會見駐神戶大韓民國總領事朴起準（中右）等人。

李世丙（1963年—），中華民國新北市人，職業外交官。畢業於日本東海大學教養學部國際學科，曾任外交部日本事務會行政組長、亞東關係協會專門委員、臺北駐日經濟文化代表處札幌分處副總領事銜副處長、臺北駐大阪經濟文化辦事處總領事銜處長、臺北駐日經濟文化代表處公使銜副代表等職務。

## 職業生涯
李世丙曾表示，留學日本的生活讓他體會到，要懂得日本人的生活文化，才能融入他們、建立好的關係，這對他日後從事外交工作很有助益。
2018年9月，於該年7月上任的駐大阪辦事處長蘇啟誠因為燕子颱風侵襲日本造成關西國際機場關閉時，對於台灣旅客滯留機場的處理遭受批評一事讓他感到痛苦，於是在住處上吊輕生，但事後查證得知中國大陸宣稱派巴士到機場接送旅客，並要臺灣人自稱是中國人才能上車的說法是假新聞。原處長一職由中華民國駐日本副代表張仁久暫代，後外交部發布人事令，由駐札幌辦事處副處長李世丙接任駐大阪辦事處長。
蘇啟誠上吊輕生後，根據《鏡周刊》報導，官邸成了凶宅，新上任的處長李世丙以修繕官邸為名，每月花公帑70萬日圓另外租屋。日本建築師指出，官邸結構安全無虞，但大阪辦事處仍堅持大修繕。對此，中華民國外交部表示報導內容頗多偏誤，希望不要以訛傳訛。該職務宿舍於1990年購地自建，因遭遇阪神大地震與燕子颱風的緣故，安全確有疑慮，必須做修繕補強。